# 런던 교향곡
런던 교향곡 또는 런던 교향곡집은 요제프 하이든이 1793년부터 1795년까지 작곡한 교향곡을 부르는 이름이다. 제2기 런던 교향곡이라고도 부른다. 

## 개요

### 작곡 연대
최초의 6곡의 〈잘로몬 교향곡〉이 모두 런던에서 작곡된 것이었으나, 이 6곡은 빈과 런던에서 작곡되었다. 작곡 연대순으로 정리하면 다음과 같다.
| 번호 제99번 제101번 제100번 제102번 제103번 제104번 | 조성 내림마장조 라장조 ‘시계’ 사장조 ‘군대’ 내림나장조 내림마장조 ‘태고연타’ 라장조 ‘런던’ | 작곡연대 1793년 1794년 1795년 | 작곡한 곳 빈 빈→ 런던 런던 | 초연 1794. 2. 10 1794. 3. 3 1794. 3. 31 1795. 3. 2 1795. 5. 4 |

따라서 이 6곡은 1794년에 초연되었던 ‘99번’, ‘101번’, ‘100번’과, 1795년에 초연되었던 ‘102번’, ‘103번’, ‘104번’의 두 그룹으로 나눌 수 있다.

### 1794년의 잘로몬 콘서트
하이든이 2번째 런던 여행을 계획했던 전후의 사정에 대해서 하이든의 전기를 쓴 디스(Allbert Christoph Dies, 1755~1822)는 다음과 같이 서술하였다.
‘하이든이 다시 런던에 가려고 안톤 에스테르하지 후작에게 양해를 구했을 때 후작은 하이든이 이미 얻고 있는 명성이 만족할 만한 것이지만, 61세의 노인이 긴 여행으로 건강을 해치지나 않을까 하는 걱정을 했다. 하이든도 후작의 이러한 배려를 너무나 잘 알고 있었다. 그러나 오랫동안 바쁜 생활을 했던 하이든에게 있어 한가로운 생활은 바람직한 것은 아니었기 때문에 후작의 생각과 하이든의 요청은 쉽사리 일치학디 어려웠다, 그렇지만 런던 여행이 하이든에게 아주 좋을 것이라는 것을 알고 있는 후작은 결국 자신의 생각을 굽혀 런던에 가는 것을 허락하였다. 1794년 1월 19일 하이든은 2번째 런던 여행길에 나섰다.’
1793년 10월 26일자 ‘베를린 음악 신문’은 하이든이 베토벤을 데리고 갈 생각이었던 것 같다고 전해졌지만 이것은 실행되지 않았다. 대신에 오랫동안 하이든을 위해 일해왔던 요한 엘슬러가 비서 겸 사보 책임을 맡고 같이 갔다. 최초의 잘로몬 콘서트는 2월 3일 월요일에 열릴 예정이었으나 하이든이 2월 4일에야 도착했기 때문에 연주회는 일주일간 연기되었다. 하이든이 런던에 도착하자마자 안톤 에스테르하지 후작이 별세해서 후작의 아들 니콜라우스 2세가 에스테르하지가를 계송했다. 이 새로운 군주 니콜로우스 2세 공은 하이든이 후작가에 봉사한 아래 네 번째로 섬기는 주인인 것이다. 이번 런던 방문에서는 1792년 시즌과 같은, 두 단체의 경연에서 생기는 흥분된 분위기는 볼 수 없었다. 프로페셔널 콘서트는 여전히 연주회를 열고 있었고, 플레이엘의 작품도 제법 호평을 받고 있었다. 그러나 승리자가 된 것은 읫미할 여지없이 하이든이었다. 음악사에서 이 런던 여행의 하이든처럼 환영받고 높이 평가된 작곡가는 거의 없었다. 유력한 신문이 매회 연주할 때마다 작품평을 실어, 앙코르로 열광하는 청중의 상황을 보도한다는 것은 이제까지는 없었던 일이었다. 이전의 연주회처럼 하노버 스퀘어에서 들을 수 있었던 하이든의 작품은 다음과 같다.
제1회 2월 10일. 교향곡 99번 내림마장조 (초연)
제2회 2월 11번. 교향곡 99번 재연, 현악4중주 1곡 (영국 초연). 이 해에 연주됨 현악4중주는 1793년에 작곡된 작품 71, 또는 작품 74중에 하나로 보인다.
제3회 2월 24일. 협주교향곡, 그 외 1791년, 또는 1792년에 연주된 교향곡의 재연.
제4회 3월 3일. 교향곡 101번 ‘시계’  (초연).
제5회 3월 10일. 교향곡 101번 (재연), 제2회에 연주된 현악4중주 재연.
제6회 3월 17일. 1791년, 또는 1792년에 연주된 교향곡 재연
제7회 3월 24일. 1791년, 또는 1792년에 연주된 교향곡 재연, 현악4중주 1곡 (영국 초연).
제8회 3월 31일. 교향곡 100번 ‘군대’ (쵸연), 제7회에 연주된 현악4중주 재연.
제9회 4월 7일. 교향곡 100번 (재연).
제10회 4월 28일 2곡의 교향곡이 연주되었으나 어느 작품인지는 확실치 않다.
제11회 5월 5일. 2곡의 교향곡 연주, 1곡은 98번인 것 같다. 현악4중주 1곡 (영국 초연)
제12회 5월 12일. 2곡의 교향곡이 연주되었는데, 1곡은 100번 ‘군대’였다.
이 사이 5월 2일에는 런던에서 3번째의 자선 음악회를 열어 2곡의 교향곡을 연주했다. 그 중의 1곡은 대호평을 받은 100번 ‘군대’였다. 이 시즌을 끝으로 하이든이 출연한 잘로몬 콘서트는 막을 내리게 되었다. 시즌이 끝나자 하이든은 각 지방을 여행하며 친구들을 찾아 친분을 두텁게 했다.

### 1795년의 오페라 콘서트
프랑스 혁명정부의 타도를 목적으로 시작된 전쟁 때문에 대륙에서 일류 가수를 영국으로 초청하기는 해가 갈수록 어려워져, 드디어 1795년에는 영영 전망이 막혀버리고 말았다. 그 때문에 잘로몬은 1795년 1월 12일 잘로몬 콘서트를 중지한다고 발표했다. 이에 대신해서 런던에서는 이 해에 이른바 오페라 콘서트라 불리는 연주회가 조직되었다. 이것은 런던에 있는 음악가들의 단합 연주회이며, 하이든의 마지막 3곡의 교향곡은 이 오페라 콘서트를 위해 작곡된 것이다. 연주회는 2월 2일 월요일을 계기로 2주 간격으로 9회에 걸쳐 킹스 극장에서 열린다고 발표되었고, 여기에 참여하는 음악가들도 발표되었다. 작곡가는 하이든, M.클레멘티 외 2명, 가수 7명, 독주자로는 잘로몬, 비오티, 두세크 외 6명이었다. 오케스트라는 대략 60명 정도였고(바이올린24, 비올라6, 첼로4, 더블베이스5, 플루트4, 오보에4, 클라리넷4, 바순4, 호른2, 클라리넷2, 팀파니2로 알려졌다) 콘서트마스터에는 크라머가 앉았고, 연주회 전체의 지도 감독은 비오티가 맡았다. 하이든 자신도 지휘를 담당하였다. 2월 1일 밤 황태자에게 초대된 하이든은 요크 공작 저택의 연주회에 출석했다. 왕실 가족이 출석한 이 연주회에서는 하이든의 작품만 연주되어 대단한 호평을 받았다. 그때까지 헨델을 애호했고 오로지 헨델의 작품만을 들은 국왕도 하이든의 작품에 매우 큰 흥미를 보이면서 하이든에게 노래부를 것까지 소망했다. 이 밤의 성공이 인연이 되어, 하이든은 그 뒤 5회에 걸쳐 왕비와 황태자의 초대를 받아서 버킹엄 궁전에도 출입했다. 국왕과 왕비는 어떻게든 하이든을 영국에 머물게 하려고 노력했지만, 하이든은 에스테르하지가에 봉사하고 있다는 신분을 이유로 거절했다. 
이 해 오페라 콘서트에서 연주된 하이든의 작품 목록은 다음과 같다.
제1회 2월 2일. 교향곡 102변 내림나장조 (초연). 4악장은 앙코르 연주되었다. 그리고 또 한편의 교향곡이 연주되었다.
제2회 2월 16일. 교향곡 102번 (재연)
제3회 2월 23일. 교향곡 100번 ‘군대’ (재연)
제4회 3월 2일. 교향곡 103번 ‘태고연타’ (초연) 2악장은 앙코르 연주되었다. 그 외 아리아 1곡.
제5회 3월 16일. 교향곡 102번 (재연). 4악장은 앙코르 연주되었다.
제6회 4월 13일. 이 연주회의 기록은 남아 있지 않으나 교향곡 104번 ‘런던’이 초연된 것으로 보인다.
제7회 4월 27일. 기록은 남아 있지 않으나 교향곡 104번이나 103번이 연주된 것으로 추정된다.
제8회 연주회(5월 11일)와 제9 연주회(5월 18일)의 프로그램은 전혀 알려져 있지 않다.
이보다 앞서 5월 4일에는 런던에서의 하이든 최후의 자선 연주회가 열려 100번 ‘군대’와 104번 ‘런던’이 연주되었다. 그는 이 연주회에서 400파운드를 받았다고 한다. 오페라 콘서트는 호평을 받았고 다시 2번의 연주회가 추가되어 5월 21일 목요일, 6월 1일 월요일에 각기 개최되었다. 이때에도 하이든이 교향곡이 연주되었는데, 6월 1일에 연주된 것은 ‘군대교향곡’이었다. 오페라 콘서트가 끝난 후에도 하이든은 옛부터 아는 사람들의 연주회에 종종 우정출연도 했는데, 6월 8번의 연주회는 런던의 청중이 하이든을 본 최초의 연주회가 되었다. 여러 모로 성공을 거둔 후 하이든은 8월 15일, 귀국 길에 올랐다. 하이든의 전기 작가 A. 그리징거는 하이든에게서 직접 들은 런던 여행의 성과에 대해 다음과 같이 말하고 있다.
‘만 3년 동안의 영국 체류 중 하이든은 2,400파운드를 얻었으나 쓴 돈은 여비, 체류비 등 900파운드에 불과하다. 그는 영국에서 지낸 나날을 일생에서 가장 행복한 시기로 생각했고 또 영국을 통해 독일권에서도 유명해졌다고 종종 애기했다. 하이든은 영국 어디에서나 화제의 주인공이었고, 그래서 전혀 새로운 세계를 발견했다. 그리고 그 풍부한 수입에 의해 궁핍하던 형편에서 벗어날 수 있게 되었다. 그가 1790년 빈에 나타났을 때 그의 주머니 속에 있던 30년 노력의 결정은 고적 200파운드였다.’

## 목록
- 교향곡 99번 내림마장조 (1793년)
- 교향곡 100번 사장조 “군대” (1794년)
- 교향곡 101번 라장조 “시계” (1794년)
- 교향곡 102번 내림나장조 (1794년)
- 교향곡 103번 내림마장조 “태고연타” (1795년)
- 교향곡 104번 라장조 (1795년)

## 참고 문헌
- 《작곡가별 명곡해설 라이브러리》 14권 '하이든' 〈음악지우사〉 (音樂世界)